# Herzblättrige Erle
Die Herzblättrige Erle (Alnus cordata), auch Italienische Erle genannt, ist eine Laubbaum-Art aus der Gattung der Erlen (Alnus) in der Familie der Birkengewächse (Betulaceae).

## Beschreibung
Die Herzblättrige Erle wächst als ein Baum und erreicht Wuchshöhen bis etwa 27 Meter. Sie bildet eine regelmäßig kegelförmige Krone, die im Vergleich zu den anderen Erlen-Arten dicht ist. Die Blätter sind dunkel und glänzend und erinnern im Aussehen an Birnenblätter; sie sind 5 × 5 bis 8 × 7 cm groß. Am Rand weist das Blatt vorwärts gerichtete Zähne auf. Auf der Blattunterseite finden sich in den Nervenwinkeln auffällige Büschel von orangefarbenen Haaren. Junge Blätter sind im Sommer orange getönt.
Die Herzblättrige Erle ist sehr starkwüchsig und kann innerhalb von 20 Jahren über 15 Meter hoch werden.

## Vorkommen
Die Herzblättrige Erle ist in Süditalien und Korsika heimisch.